# Nkhata Bay
Nkhata Bay – miasto we wschodnim Malawi, w Regionie Północnym. Według danych na rok 2018 liczyło 14,3 tys. mieszkańców.

## Gospodarka
W mieście znajduje się port na Niasa (jezioro) w pobliżu ujścia rzeki Luweya. Nkhata Bay jest również znanym miejscem widokowym i ośrodkiem turystycznym. W okolicy uprawia się herbatę i kauczuk oraz poławia ryby.